# Triodia (vlindergeslacht)
Triodia is een geslacht van vlinders uit de familie van de wortelboorders (Hepialidae).

## Soorten
- Triodia adriaticus (Osthelder, 1931)
- Triodia amasinus (Herrich-Schäffer, 1851)
- Triodia sylvina Linnaeus, 1761 - oranje wortelboorder